# ماه‌های هجری قمری
ماه‌های گاه‌شماری هجری قمری در هر سال ۱۲ عدد بر اساس ماه هلالی است که ۲۹ روزه یا ۳۰ روزه هستند. ماه هلالی یک دور چرخش کره ماه بر مدار خود مابین فاصله زمانی مشاهده دو هلال ماه است که طول متوسط آن ۲۹٬۵۳۰۵۹ روز (۲۹روز و ۱۲ساعت و ۴۴دقیقه و ۲٬۷۸ثانیه) است. باتوجه به‌طول سال قمری حقیقی (مجموع ۱۲ماه هلالی) برابر ۳۵۴٬۳۶۷۰۸ روز (۳۵۴روز و ۸ساعت و ۳۵٬۷۱۲ثانیه)، سال تقویمی آن ۳۵۴روزه (در سال‌های عادی) یا ۳۵۵روزه (در سال‌های کبیسه) است.
در تقویم قمری هلالی تعداد روز ماه‌ها ترتیب خاصی ندارد و حداکثر تا ۴ ماه ۳۰روزه و ۳ ماه ۲۹روزه نیز  ممکن است پشت سر هم بیایند. اما در تقویم قمری قراردادی ماه‌های فرد ۳۰روزه و ماه‌های زوج ۲۹ روزه تعیین شده و ماه آخر در سال‌های کبیسه ۳۰ روزه است.
روز اول هر ماه در این گاه‌شماری معمولاً بر اساس مشاهده یا پیش‌بینی مشاهده‌پذیری هلال ماه نو در شامگاه روز ۲۹ یا ۳۰ ماه قبل، که آن را استهلال می‌نامند، تعیین می‌شود. این گاه‌شماری باتوجه به شیوه‌های مختلف تعیین اول ماه و تعداد روزهای ماه هر سال با عناوین گاه‌شماری هجری قمری هلالی، قراردادی و ام‌القری شناخته می‌شود.

شعری از ابونصر فراهی از کتاب نصاب الصبیان برای کمک به حفظ کردن نام ماه‌های قمری وجود دارد:
| ز محرم چو گذشتی برسد ماه صفر       |  | دو ربیع و دو جمادی ز پی یکدیگر       |
| رجب است از پی° شعبان، رمضان و شوّال |  | پس به ذی‌القعده و ذی‌الحجه بکن نیک نظر |

شعر در باب روئت شب اول ماه

## تاریخچه
در طول تاریخ بشریت، واحد شبانه‌روز اولین واحدی بود که بشر برای حساب روزگارهای گذشته و آینده در نظر می‌گرفت. این واحد کوچک، واحد مناسبی برای فواصل طولانی نبود و به‌همین ترتیب، فواصل ماه و سال برای حساب روزگاران تعبیه شد. پس از خورشید، بشر به ماه به عنوان دومین جسه آسمانی جلب شد. دوره اهله — که مه از هلالی کوچک شروع و در نیمه به قرص ماه تبدیل و مجدد رو به کاستی می‌رود — واحدی طبیعی برای حساب روزگاران، برای بشر بود. یک دوره کامل ماه ۲۹.۵ روز طول می‌کشد. در حسابی دقیق‌تر، ۲۹ شبانه روز و ۱۲ ساعت و ۴۴ دقیقه و ۲/۸ ثانیه، طول یک ماه قمری است. طبق پیش‌بینی‌ها، پیشینیان، ماه را پیش از عصر کشاورزی به عنوان یک معیار سنجش زمان می‌دانستند. کشاورزان و صحرانوردانی که از گاه‌شمار قمری استفاده می‌کردند، با معضلی مواجه بودند که آن‌ها را دچار سختی می‌کرد. این معضل، هماهنگ نبودن گاه‌شمار قمری با فواصل چهارگانه بهار، تابستان،‌ پاییز و زمستان بود. برای رهایی از این مشکل، تدابیری دیده شد تا بین گاه‌شمار قمری و گاه‌شمار خورشیدی، هماهنگی‌هایی صورت گیرد. بر این اساس، به هفت سال از یک دوره ۱۹ ساله قمری، یک ماه قمری اضافه می‌شد. بنابراین محاسبه، ۱۹ سال شمسی برابر بود با ۱۹ سال قمری و ۷ ماه اضافی دیگر. این ماه اضافی به سال‌های سوم،‌ ششم، هشتم، یازدهم، چهادهم، هفدهم و نوزدهم اضافه می‌شد. این گاه‌شمار جدید بین اقوام عبری، یونانی و رومی رواج داشت و امروزه در گاه‌شمار یهودیان، هندی‌ها و چینی‌ها به‌کار گرفته می‌شود.
بعدها حکومت‌ها با دلایل مختلف، به جای گاه‌شمار قمری از گاه‌شمار خورشیدی استفاده کردند. در جمهوری روم، این اتفاق به دلیل سوء استفاده برخی کاهنان از ماه‌های اضافی صورت گرفت. کاهنان در این دوره، این ماه‌ها را به سال‌هایی می‌افزودند که مأموران حکومتی، در آن سال‌ها با کاهنان همسو بودند. این تغییر در سال ۴۶ قبل از میلاد در روم رخ داده‌ است. در طی این رویداد مهم تاریخی، جولیوس سزار گاه‌شمار شمسی را جایگزین گاه‌شمار قمری قرار داد. این سوء استفاده در فرهنگ اعراب مکه نیز گزارش شده‌است که به سبب آن و ۶۰۰ سال بعد از این واقعه، اعراب عربستان یک گاه‌شمار قمری محض را به عنوان گاه‌شمار اصلی خود پذیرفتند.
گاه‌شمار جدید خورشیدی-قمری که طی تکامل به تقویم جولیایی نام گرفت، گاه‌شمار رسمی مسیحیت شد، در مقابل و پس از ظهور اسلام، گاه‌شمار قمری به عنوان یک گاه‌شمار رسمی نزد مسلمانان، مورد استفاده قرار گرفت. از جمله تحولات سیستم گاه‌شماری قمری در دوره پسا اسلام،‌ عبارتند از پذیرش یک مبدع تاریخی مشخص که چند سال بعد از درگذشت محمد ﷺ صورت گرفت و مبدع تاریخ را هجرت محمد ﷺ از مکه به مدینه عنوان کرد و ساخت اسلوبی جدید با ساختاری ثابت که در طول زندگانی محمد صورت گرفت.
در گاه‌شمار قمری، به علت آنکه هر ماه پس از رویت هلال آن ماه در آغاز غروب خورشید صورت می‌گیرد، آغاز هر روز با غروب خورشید همراه است. با این وجود برخی تمدن‌ها همچون مصریان، طلوع خورشید را آغاز روز می‌دانستند.
با توجه به اینکه مدت چرخه قمری ۲۹/۵ شبانه روز است، ماه‌های قمری با یک دوره تناوب تقریبی، تنها می‌توانند ۲۹ یا ۳۰ روزه باشند. امروزه مقدار متوسط یک سال قمری را ۳۵۴ روز و ۸ ساعت و ۴۸ دقیقه می‌دانند که به طور دقیق تر ۳۵۴/۳۶۷ روز می‌باشد.
در گاه‌شمار قمری مورد استفاده مسلمانان، مبدا، سال هجرت محمد ﷺ از مکه به مدینه می‌باشد که به سال ۶۲۲ میلادی صورت گرفته‌است. در گاه‌شمار قمری مسلمانان، ۱۲ ماه ثابت وجود دارد و از هرگونه اصلاحات دیگر همچون اصلاحات گریگوری در تاریخ‌های قمری، استفاده نمی‌شود. به این ترتیب، تاریخ‌شمار قمری مسلمانان، ساده‌ترین روش گاه‌شماری در میان گاه‌شمارهای قمری است.
در محاسبه ماه‌های قمری، دو دیدگاه کلی وجود دارد، در دیدگاه اولی، ماه‌های قمری به صورت وسطی حساب می‌آیند. در این محاسبه، هر ماه قمری برابر است با تقارن متوالی ماه و خورشید و یا دو مقابله متوالی آن دو و یا وقوع آن دو در یک خط نصف النهار که فاصله آن ۲۹ روز و ۱۲ ساعت و ۴۸ دقیقه است. از آنجا که محاسبه و ضبط این تقارن برای عموم سخت است، منجمان از روش تعدیلات تقویمی برای محاسبه ماه قمری به روش وسطی استفاده می‌کنند. در مقابل این روش، ماه قمری به روش شرعی وجود دارد که از رویت هلال تا رویت هلال را ماه قمری می‌داند. در این روش امکان دارد سه و یا چهار ماه به صورت متوالی، سی روزه و سه ماه نیز به صورت متوالی ۲۹ روزه باشند.

## فهرست ماه‌های قمری
ماه‌های این گاه‌شماری به‌ترتیب عبارتند از:
| ترتیب | نام ماه     | معنا | معنا    |              |
| ترتیب | نام ماه     | لغوی | اصطلاحی | ماه های حرام |
| ----- | ----------- | ---- | ------- | ------------ |
| ۱     | محرم        |      |         | حرام است     |
| ۲     | صفر         |      |         |              |
| ۳     | ربیع الاول  |      |         |              |
| ۴     | ربیع‌الثانی  |      |         |              |
| ۵     | جمادی‌الاول  |      |         |              |
| ۶     | جمادی‌الثانی |      |         |              |
| ۷     | رجب         |      |         | حرام است     |
| ۸     | شعبان       |      |         |              |
| ۹     | رمضان       |      |         |              |
| ۱۰    | شوال        |      |         |              |
| ۱۱    | ذیقعده      |      |         | حرام است     |
| ۱۲    | ذیحجه       |      |         | حرام است     |